# Маркшейдерський зазоромір
Маркшейдерський зазоромір (рос. маркшейдерский зазоромер, англ. surveying clearance gage, нім. markscheiderischer Spielraummesser m) — прилад для вимірювання та запису зазорів між кріпленням гірничих виробок та транспортними засобами. Існують М.з. механічні, фотоелектричні та фотографуючі (фотозазороміри).
- М.з. м е х а н і ч н и й — автоматично діюча апаратура, яка забезпечує (за допомогою самописця при переміщенні приладу по рейках) запис на стрічці необхідних даних, що характеризують зазор.

- М.з. ф о т о е л е к р и ч н и й — автоматична апаратура, в якій світловий промінь надходить у фотоелектричний приймач з оптичною системою та електротермічним самописцем.

- М.з. ф о т о г р а ф у ю ч и й забезпечує фіксацію зазорів між кріпленням та транспортними засобами методом фотографування, з наступним розшифруванням даних.